# Registro Italiano Navale
Pour les articles homonymes, voir Rina.
 (septembre 2014).
Si vous disposez d'ouvrages ou d'articles de référence ou si vous connaissez des sites web de qualité traitant du thème abordé ici, merci de compléter l'article en donnant les références utiles à sa vérifiabilité et en les liant à la section « Notes et références ».
Le Registro Italiano Navale (RINA) est une société de classification maritime fondée à Gênes en 1861. Après divers changements de dénomination et d’objet, elle a adopté son nom définitif en 1938. L’acronyme RINA signifie « Registro Italiano Navale e Aeronautico ». La division aéronautique ayant été transférée dans une entité autonome, le RINA ne s’occupe plus que de la classification des navires.[réf. nécessaire]

## Activités
Le RINA est une fondation, dont l’objet essentiel est la classification de navires.[réf. nécessaire] Il est membre de l’IACS, l’Association internationale des sociétés de classification. Le « certificat de classe » est un document qui certifie qu’un navire est conforme aux règles et normes établies par la compagnie elle-même, et qu’il est donc autorisé à naviguer selon l’activité pour laquelle il a été conçu. Afin de conserver son classement, un navire doit se soumettre à des inspections de routine régulières (en général annuelles) ainsi qu’à une inspection quinquennale approfondie. Plus le navire prend de l’âge, plus ces inspections doivent être sévères. La classification est un élément crucial dans la conception même du navire, son architecture et ses caractéristiques techniques et de structure. Elle intervient également dans la maintenance, l’affectation, la cargaison, le processus d'assurance. En cas de manquement aux règles de classe, un navire peut se voir retirer son certificat ou être rétrogradé dans une classe inférieure. Afin que les utilisateurs sachent à quoi s’en tenir sur la qualité d’un navire, chaque bâtiment fait l’objet d’une cotation appelée « target factor », exprimant le niveau de risque couru par le navire dans des conditions normales d’exploitation. Les agréations se réfèrent aux lois et codes maritimes tels que SOLAS, MARPOL et ISM, par exemple. La conformité des navires par rapport à ces règlements inclut les normes relatives au transport de matières dangereuses, telles que le pétrole et les produits chimiques.
Les sociétés membres de l'IACS agissent sous l'autorité institutionnelle des pays membres de l'Organisation maritime internationale (OMI), soit plus de 100 pays possédant une flotte commerciale. Plus la flotte d’un pays est importante (en tonnage), plus sa voix est importante au sein de l’OMI. C'est ainsi que des pays offrant des « pavillons de complaisance », tels que Panama, le Libéria, Malte, les Bermudes, etc. disposent d’un pouvoir considérable dans la gestion maritime mondiale – alors même que ces pays ont pour principe de ne pas se plier aux règles sociales et environnementales établies par des agences des Nations unies telles que l'OIT.

## Procès «Erika»
Inculpée dans le cadre du procès Erika en qualité de société de classification du navire. Le jugement a été rendu le 16 janvier 2008, la société de classification RINA a été condamnée (tout comme l'affrèteur Total) pour pollution maritime. Elle a été relaxée du chef d'accusation de mise en danger de la vie d'autrui . Le "RINA" tenterait un coup juridique en annonçant l'organisme est maltais et dit bénéficier d'une immunité diplomatique qui l'empêche d'être jugé en France.